# Slavjanovo (Tărgovisjte)
Slavjanovo (bulgariska: Славяново) är ett distrikt i Bulgarien. Det ligger i kommunen Obsjtina Popovo och regionen Tărgovisjte, i den centrala delen av landet, 240 km öster om huvudstaden Sofia.